# Resolução 286 do Conselho de Segurança das Nações Unidas
A Resolução 286 do Conselho de Segurança das Nações Unidas, aprovada em 9 de setembro de 1970, gravemente preocupada com a ameaça de sequestro de civis inocentes em aviões em viagens internacionais, o Conselho apelou a todas as partes envolvidas pela libertação imediata de todos os passageiros e tripulações, sem exceção, realizada como resultado de sequestros e outras interferências em viagens internacionais e instou o Estado a tomar todas as medidas legais possíveis para evitar novos sequestros e interferências em viagens aéreas civis internacionais.
A resolução foi aprovada sem votação.